# DAPNET

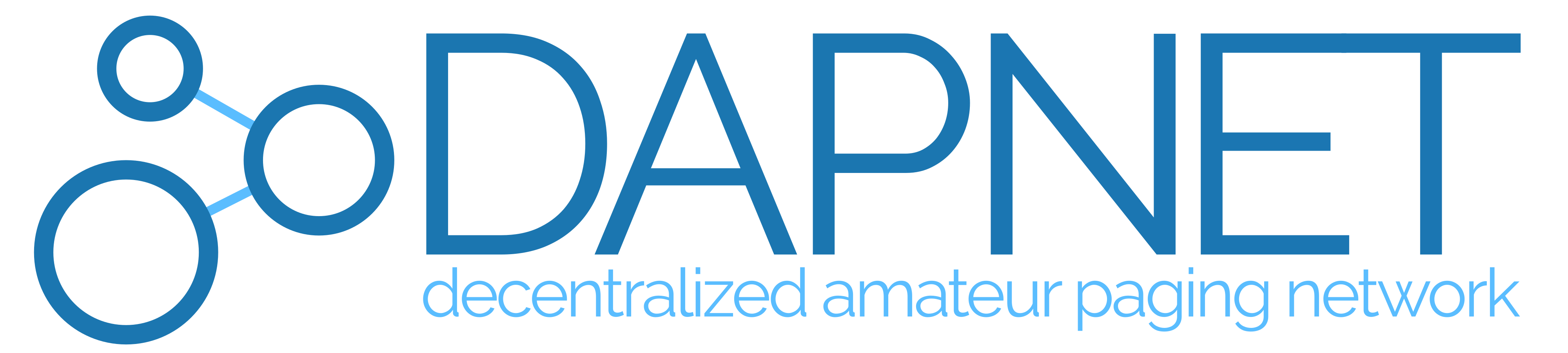
Logo

DAPNET (Decentralised Amateur Paging Network) ist ein kostenloses globales Funkrufnetz, das von Funkamateuren eingerichtet und unterhalten wird. Die Nachrichten können mit handelsüblichen Pagern empfangen werden, die das POCSAG-Protokoll unterstützen und auf die entsprechende Frequenz eingestellt sind.

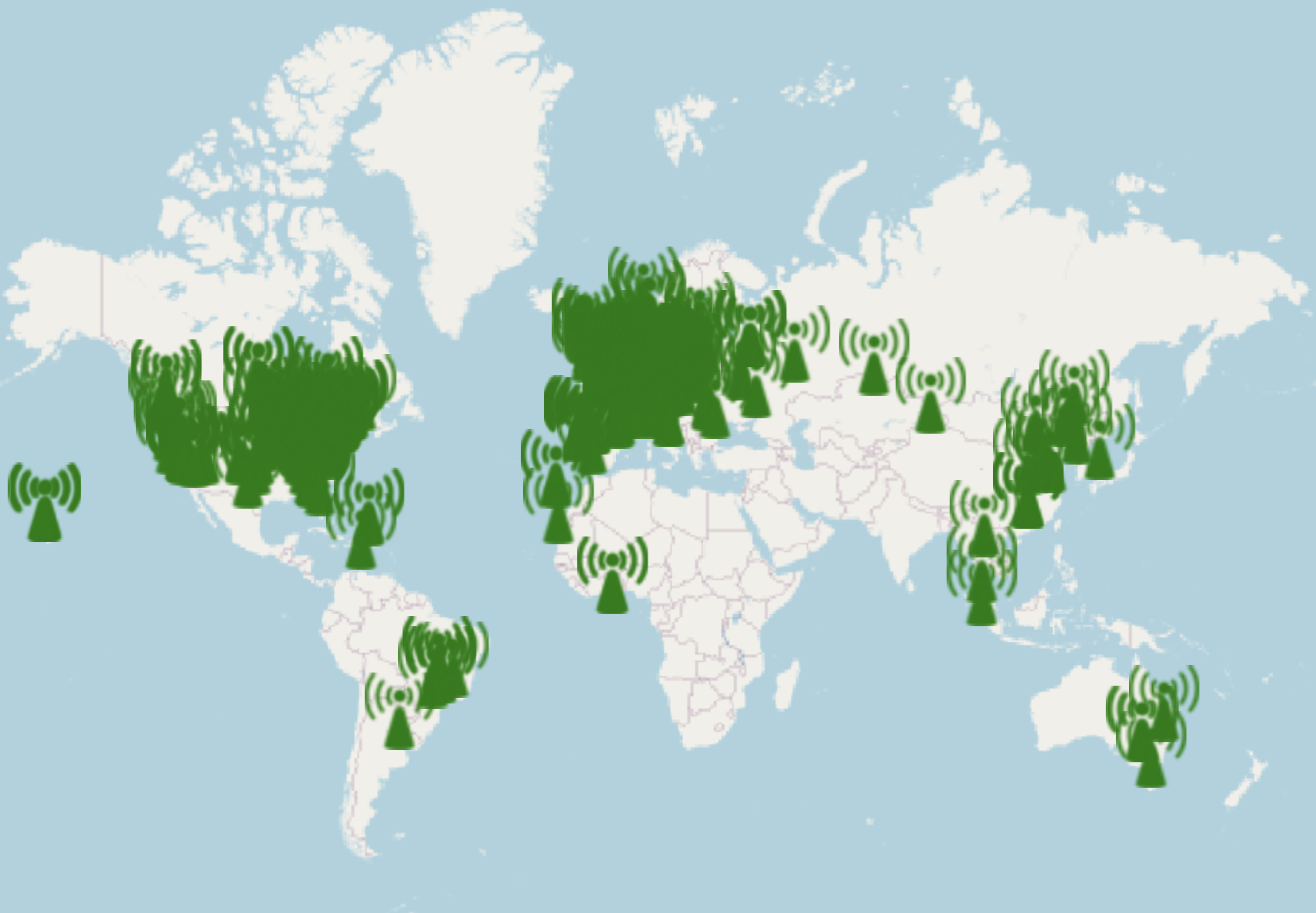
DAPNET zum Juli 2023

## Geschichte
Um die Jahrtausendwende herum hatte es bereits ein Projekt namens FunkrufMaster gegeben, dessen Zielsetzung die Nutzbarmachung von umgebauten Pagern auf Amateurfunkfrequenzen war und das vor allem im deutschsprachigen Raum eine gewisse Verbreitung hatte. Technologisch basierte FunkrufMaster auf AX.25-Technik und nutze das damalige Packet-Radio-Netz des Amateurfunkdienstes zur Vernetzung der Sender. Nach einigen Jahren fehlender Weiterentwicklung und insbesondere mangels Unterstützung des IP-Protokolls entstanden nach Verfall des Packet Radio Netzes lokale Inseln. Auch vor dem Hintergrund des Wachstums des Packet Radio-Nachfolgers HAMNET wurde eine Nachfolgelösung erforderlich. Auf Initiative von Studenten und Mitarbeitern der Amateurfunkgruppe an der Universität Aachen wurde schließlich DAPNET als von Grund auf neu designter und entwickelter Nachfolger ins Leben gerufen. Im März 2018 waren bereits mehr als 90 Sender im Dauerbetrieb und das Versorgungsgebiet umfasste Teile von Deutschland, den Niederlanden, Belgien und der Schweiz.

## Technische Daten
Die empfohlene Frequenz für DAPNET ist 439,9875 MHz, d. h. 12,5 kHz unterhalb der Obergrenze des 70-cm-Amateurfunkbandes. Die Sender sind vernetzt, teilweise über HAMNET, teilweise über das Internet. Für die Nachrichtenübermittlung wird das Standard-Paging-Protokoll POCSAG verwendet. Für einen Sender mit geringer Leistung kann man einen Raspberry Pi mit installiertem Unipager und MMDVM-Modem verwenden, und um den Abdeckungsbereich auf mehrere Kilometer zu erweitern, muss man einen Hochfrequenzverstärker zu seinem Ausgang hinzufügen. Der Abdeckungsbereich des Senders kann bis zu 20 Kilometer betragen, abhängig vom Gelände und der Höhe der Antenne.
Skyper- und Alphapoc-Pager sind besonders beliebt für den Empfang von Nachrichten. Sie lassen sich leicht auf die gewünschte Empfangsfrequenz einstellen und bieten darüber hinaus viele weitere Möglichkeiten, wie z. B. den Empfang von Bulletins – Nachrichten, die an alle Empfänger gesendet werden. Aber auch andere Pagermarken können entsprechend angepasst werden.
Nachrichten können über eine mehrsprachige Website sowie über Android- und iOS-Apps gesendet werden.